# Wanda Twardowa
Wanda Twardowa z d. Pohoska (zm. 1 lutego 1977 w Warszawie) – polska aktywistka i działaczka na rzecz praw kobiet, feministka. 

## Życiorys
Współzałożycielka i członek (wraz z Zofią Daszyńską-Golińską, Leokadią Śliwińską, Bronisławą Dłuską oraz Haliną Jaroszewiczową) Związku Pracy Obywatelskiej Kobiet, późniejsza prezes Zrzeszenia ZPOK Województwa Warszawskiego.
Od listopada 1912 była żoną wojewody warszawskiego, żołnierza i działacza niepodległościowego oraz państwowego Stanisława Twardo.
Pochowana na Cmentarzu Wojskowym na Powązkach (kwatera A 25-16-26).

## Ordery i odznaczenia
- Złoty Krzyż Zasługi (9 listopada 1931)[9]

## Upamiętnienie
Na mocy uchwały ZPOK Lipno z 9 maja 1932 imię Wandy Twardowej nosiło Przedszkole Miejskie nr 3 w Lipnie.